# Sindrome da inappropriata secrezione di ADH
La sindrome da inappropriata secrezione di ADH o SIADH o  sindrome di Schwartz-Bartter è una malattia caratterizzata da un'elevazione patologica della secrezione dell'ormone antidiuretico con ritenzione d'acqua e iponatriemia da diluizione. Si viene a creare una situazione di iponatremia isovolemica, iponatremia senza aumento del volume ematico.
Non è da confondere con la sindrome di Bartter, una tubulopatia ereditaria caratterizzata da ipokaliemia ed ipercalciuria.

## Eziologia
Può essere paraneoplastica, soprattutto dovuta al carcinoma polmonare a piccole cellule (80% dei casi). Raramente può essere causata da un estesioneuroblastoma.
È raro il disturbo primario ipofisario, per problemi nervosi (meningite, accidenti vascolari cerebrali), farmaci (antidepressivi triciclici, ciclofosfamide) o per affezioni polmonari.

## Clinica
Una parte dei casi è asintomatica e la diagnosi è fortuita. In altri casi la sindrome è acuta. I sintomi possono essere:
- perdita d'appetito;
- nausea, vomito, cefalea, crampi muscolari;
- irritabilità, modificazioni della personalità;
- intossicazione causata dall'acqua: stupor, epilessia;
- assenza di edemi, poiché la ritenzione idrica non supera i 3-4 litri;
- iponatriemia, spesso <110mmol/L, ipoosmolarità serica;
- urine concentrate (>300 mOsm/L);
- funzionalità renale e surrenalica normali;
- ADH da normale ad aumentato, mentre in altre forme d'iponatriemia non è neanche misurabile;

L'isovolemia, e la conseguente mancanza di edemi, è dovuta al passaggio di acqua per diffusione (tramite le Acquaporine) dal compartimento extracellulare al compartimento intracellulare poiché quest'ultimo presenta una Osmolarità maggiore in seguito alla ritenzione idrica dovuta all'aumentata secrezione di ADH.

## Trattamento
Il trattamento è eziologico, puntando a curare la causa primaria (neoplasia, intossicazione da farmaco, etc).
Il trattamento sintomatico si attua con:
Restrizione di liquidi 800-1500 ml/die (da attuare in caso di concentrazione di Sodio > 115 mOsm/L)
- Scarsa compliance del paziente (specialmente nei pazienti con SIADH che richiedono terapia ospedaliera a lungo termine)
- Lenta comparsa dell'effetto (2-3 giorni, può prolungare la degenza)
- Potrebbe non essere idonea per i pazienti in corso di terapia e.v. (ad es. antibiotici, chemioterapia).

Infusione endovena di soluzione salina normale o ipertonica (al 3%) (da attuare in caso di concentrazione di Sodio < 115 mOsm/L o di alterazioni dello stato mentale). In questo caso la correzione dell'iponatremia dovrà essere lentissima (0.5-1 mOsm/L per h) per evitare l'insorgenza di Mielinolisi Pontina Centrale. Rischio particolarmente importante in pazienti trattati con Vaptani (tolvaptan),unica terapia farmacologica orale approvata in Italia per il trattamento della SIADH
antagonista selettivo del recettore V2 della vasopressina
risposta controllata nella correzione dei livelli plasmatici di sodio
Demeclociclina
- Risposta non prevedibile (può causare ipernatremia)
- Tossicità renale ed epatica
- Rash cutanei da fotosensibilità (non può essere usata in pazienti che necessitino di fototerapia per la psoriasi)
- Lenta comparsa dell'effetto (3-4 giorni)
- NON approvata per questa indicazione in Italia

Urea
- Tossicità renale ed epatica
- Scarsa compliance a causa del sapore sgradevole
- NON approvata per questa indicazione in Italia

Litio
- Risultati non costanti10
- Raramente impiegato a causa della tossicità4
- NON approvata per questa indicazione in Italia

iponatremia a esordio graduale